# Bromheadia divaricata
Bromheadia divaricata är en orkidéart som beskrevs av Oakes Ames och Charles Schweinfurth. Bromheadia divaricata ingår i släktet Bromheadia och familjen orkidéer. Inga underarter finns listade i Catalogue of Life.